# Eutriconodonta
Die Eutriconodonta (oder Triconodonta) sind ein mögliches Taxon (eine systematische Gruppe) ausgestorbener Säugetiere aus dem Mesozoikum. Sie lebten vom mittleren Jura bis zur Oberkreide und sind durch gemeinsame Merkmale im Bau der Molaren (Backenzähne) charakterisiert. Ob sie tatsächlich eine natürliche Gruppe bilden oder nur konvergente Entwicklungen darstellen, ist umstritten.

## Merkmale
Wie zahlreiche andere Säugetiergruppen des Mesozoikums sind die Eutriconodonta vielfach nur durch einzelne Zähne oder Kieferteile bekannt, was eine systematische Zuordnung erschwert. Gemeinsames Merkmal aller dieser Tiere ist der Bau der Backenzähne. Diese wiesen stets drei große hintereinander angeordnete Höcker auf, was eine schneidende Zerkleinerung der Nahrung ermöglichte. Bei manchen Eutriconodonta (etwa den Triconodontidae) waren die drei Höcker annähernd gleich groß, bei anderen Tieren ist es zu einer deutlichen Vergrößerung des mittleren Höckers gekommen. Bei manchen Vertretern waren zusätzliche kleine Höcker am Vorder- und Hinterende der Molaren vorhanden, die ein Ineinandergreifen der benachbarten Zähne bewirkten und so für zusätzliche Stabilität beim Zubeißen sorgten. Der Bau der Zähne deutet an, dass sich viele Eutriconodonta von Insekten und anderen Tieren ernährten, für manche Vertreter wird auch eine omnivore (allesfressende) Ernährung angenommen.
Fossilienfunde von Rumpf und Gliedmaßen sind nur von wenigen Gattungen bekannt. Diese zeigten etwa im Bau des Beckens oft noch urtümliche Merkmale der Säugetiervorfahren, während der Schultergürtel relativ hoch entwickelt war. Die meisten Vertreter dürften mäuse- bis katzengroß gewesen sein, mit dem über einen Meter langen Repenomamus hat aber auch das größte bekannte Säugetier des Mesozoikums zu dieser Gruppe gehört.
Nahezu alle Funde stammen aus dem mittleren und oberen Jura und der Unterkreide (zwischen 165 und 100 Millionen Jahren) und sind fast ausschließlich auf dem ehemaligen Nordkontinent Laurasia (Eurasien und Nordamerika) gemacht worden. Es gibt vereinzelte spärliche Funde aus dem ehemaligen Südkontinent Gondwana, die möglicherweise eine weltweite Verbreitung der Eutriconodonta andeuten, sich aber systematisch nicht eindeutig zuordnen lassen.

## Systematik

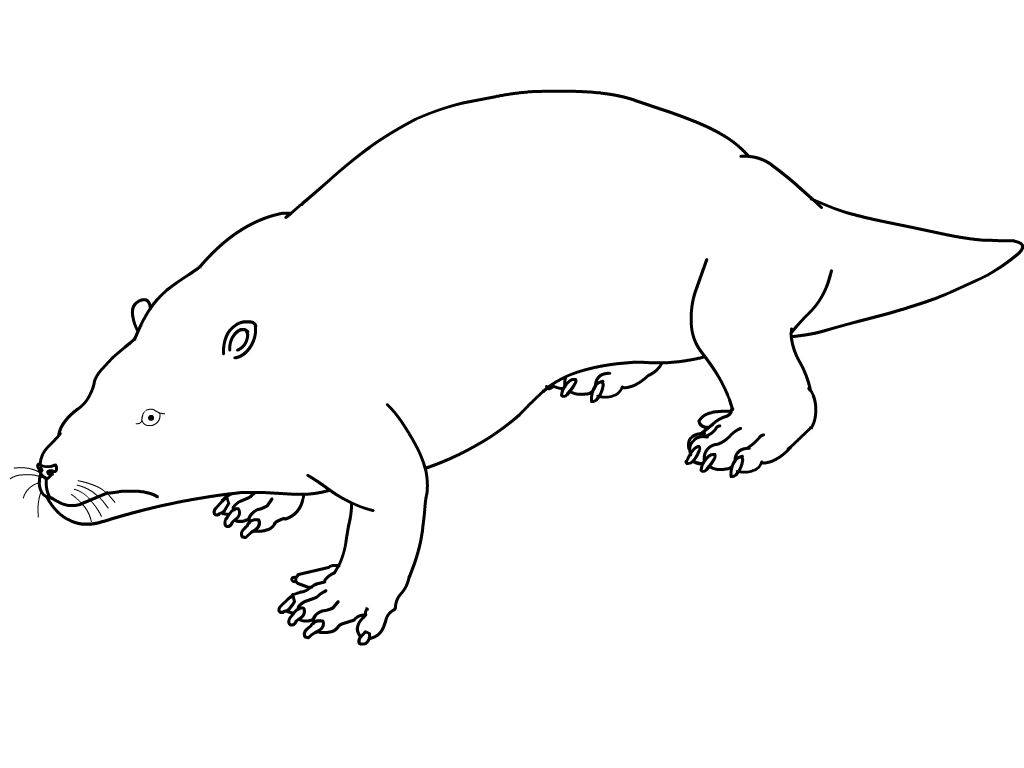
Rekonstruktion von Repenomamus

Die Bezeichnung Triconodonta („Dreihöckerzähne“) wurde 1888 von Henry Fairfield Osborn geprägt und fasste verschiedenste mesozoische Säuger mit einem dreihöckrigen Bau der Molaren zusammen. Dieses Merkmal ist allerdings plesiomorph, das heißt, es zeigt sich auch bei früheren Vorfahren. Deswegen werden Taxa wie die Morganucodonta oder Sinoconodon, die zwar einen ähnlichen Bau der Molaren aufweisen, aber aufgrund urtümlicher Merkmale etwa beim Bau des Kiefergelenks eindeutig frühere Seitenlinien darstellen, heute nicht mehr dazugerechnet. Die nach Ausschluss dieser urtümlichen Säuger übrig gebliebenen Tiere werden Eutriconodonta („richtige Dreihöckerzähne“) – oder manchmal weiterhin Triconodonta – genannt. Ob die Eutriconodonta tatsächliche eine monophyletische Gruppe darstellen, ist umstritten, kladistische Analysen unterstützen zumindest teilweise die Monophylie dieser Gruppe. Für viele Gattungen sind allerdings einfach zu wenig Funde vorhanden, um eine gesicherte systematische Zuordnung zuzulassen.
Auch ihre Stellung in der Systematik der Säugetiere ist umstritten. Aufgrund einiger urtümlicher Merkmale gelten sie als relativ früher Seitenzweig und sind dementsprechend mit keiner heutigen Säugergruppe näher verwandt.

## Zugehörige Taxa

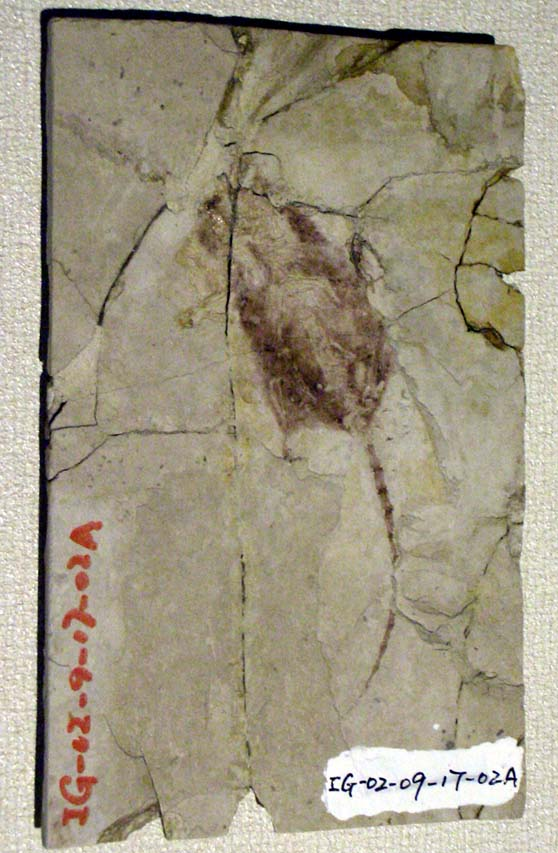
Fossil von Jeholodens jenkinsi im Hong Kong Science Museum

Die oft spärlichen Funde und die systematischen Unsicherheiten lassen eine genaue Abgrenzung nicht zu. Folgende Taxa werden meist zu den Eutriconodonta gerechnet:
- Die Amphilestidae lebten im mittleren und oberen Jura.
- Die Triconodontidae (Oberjura bis Oberkreide) waren durch drei annähernd gleich große Höcker charakterisiert.
- Die Gobiconodontidae sind aus der Unterkreide bekannt. Repenomamus wird entweder in diese Familie oder als nahe verwandte eigene Familie Repenomamidae eingeordnet.
- Jeholodens aus der Unterkreide Chinas ist durch ein komplettes Skelett bekannt. Die 2007 beschriebene Gattung Yanoconodon, die als Übergangsform im Bau der Gehörknöchelchen bekannt ist, könnte nahe mit Jeholodens verwandt sein und die Familie der Jeholodentidae bilden.
- Die Zugehörigkeit von Klamelia aus dem Oberjura Chinas ist unklar; eventuell bildet sie mit der 2007 entdeckten Gattung Ferganodon eine eigene Familie Klameliidae[2].
- Austrotriconodon ist durch einzelne Zähne charakterisiert, die aus der Oberkreide Patagoniens stammen und durch einen enorm vergrößerten mittleren Höcker charakterisiert sind. Ihre systematische Stellung ist unklar, sie wäre eine der jüngsten und eine der wenigen aus Gondwana bekannten Eutriconodonta.
- Liaoconodon aus der Unterkreide Chinas ist durch ein komplettes Skelett bekannt und zeigt ein Übergangsstadium in der Entwicklung zum Mittelohr der Höheren Säugetiere[3].